# Mariska Huismanová
Mariska Huismanová (* 23. listopadu 1983 Andijk, Severní Holandsko) je nizozemská maratónská bruslařka a rychlobruslařka.
Jako rychlobruslařka startovala na Mistrovství světa juniorů 2002, kde ve víceboji skončila na sedmém místě a kde byla také součástí nizozemského týmu, který ve stíhacím závodě družstev vybojoval zlatou medaili. Podobného umístění dosáhla na juniorském světovém šampionátu 2003 (6. místo ve víceboji, zlato ze závodu družstev). Po roce 2006 se začala plně věnovat maratónskému bruslení, v němž v letech 2010 a 2012 vyhrála národní mistrovství. K rychlobruslení se ve větší míře vrátila v sezóně 2011/2012, kdy startovala v závodech s hromadným startem v rámci Světového poháru. Tehdy zvítězila i v celkovém pořadí této disciplíny , když vyhrála dva ze tří závodů. Při premiéře závodů s hromadným startem na světovém šampionátu vybojovala na MS 2015 bronzovou medaili.